# 오스트레일리아 야구 연맹
오스트레일리아 야구 연맹(영어: ABF, Australian Baseball Federation)는 오스트레일리아(호주)의 야구 협회이다. 오스트레일리안 베이스볼 리그를 총괄하는 단체이기도 하다.

## 같이 보기
- 오스트레일리안 베이스볼 리그